# Арт рок
Арт рок је поджанр рок музике који генерално одражава изазован или авангардни приступ року, или који користи модернистичке, експерименталне или неконвенционалне елементе. Арт рок тежи да уздигне рок од забаве до уметничке изјаве, одлучујући се за експерименталнији и концептуалнији поглед на музику. Утицаји могу бити извучени из жанрова као што су експериментална музика, авангардна музика, класична музика и џез.
Арт рок је створен са намером слушања и контемплације, а не за плес, и често се одликује употребом електронских ефеката и лагане музике за слушање далеко од пропулзивних ритмова раног рока. Термин се понекад може користити наизменично са "прогресивним роком", иако се овај други карактерише посебно употребом класично обучене инструменталне технике и симфонијских текстура.
Музика, као и позоришна природа представа повезаних са жанром, била је у стању да се допадне уметнички настројеним адолесцентима и млађим одраслим особама, посебно због своје виртуозности и музичко/лирске сложености. Арт рок се највише повезује са одређеним периодом рок музике, почевши од 1966–67. и завршавајући доласком панк-рока средином 1970-их. Након тога, жанр би се убацио у касније популарне музичке жанрове 1970-90-их.

## Дефиниције
Критичар Џон Роквел каже да је уметнички рок један од најраспрострањенијих и еклектичних жанрова рока са својим отвореним осећајем креативне одвојености, претензијама класичне музике и експерименталним, авангардним склоностима. У рок музици 1970-их, дескриптор „уметности“ је генерално схваћен као „агресивно авангардни“ или „претенционално прогресиван“. „Арт рок“ се често користи као синоним за прогресивни рок. Историјски гледано, термин се користио да опише најмање две сродне, али различите врсте рок музике. Прва је прогресивни рок, док се друга употреба односи на групе које су одбациле психоделију и хипи контракултуру у корист модернистичког, авангардног приступа дефинисаног од стране групе The Velvet Underground.
Арт рок наглашава романтичну и аутономну традицију, за разлику од естетике свакодневице и једнократне употребе коју оличава арт поп. Америчка популарна музика Ларија Стара и Кристофера Вотермана дефинише арт рок као „облик рок музике који спаја елементе рока и европске класичне музике“, наводећи као примере енглеске рок бендове King Crimson, Emerson, Lake & Palmer и Pink Floyd. Заједничке карактеристике укључују музику оријентисану на албуме подељену на композиције, а не на песме, са обично компликованим и дугим инструменталним деоницама и симфонијском оркестрацијом. Његова музика се традиционално користила у контексту концептуалних плоча, а њене лирске теме су биле „маштовите“ и политички оријентисане.
Идентификоване су разлике између уметничког рока и прогресивног рока, при чему уметнички рок наглашава авангардне или експерименталне утицаје и „нову звучну структуру“, док је прогресивни рок окарактерисан као да ставља већи нагласак на класично обучену инструменталну технику, литерарни садржај и симфонијске карактеристике. У поређењу са прогресивним роком, арт рок је „изазовнији, бучнији и неконвенционалнији“ и „мање под утицајем класичне музике“, са више нагласка на авангардној музици. Сличности су у томе што обојица описују углавном британски покушај да се рок музика подигне на нове нивое уметничког кредибилитета, и постали су инструментални аналог концептуалних албума и рок опера, који су обично били више вокално оријентисани.
Арт рок се такође може односити на класични рок или на прогресивну фузију рок-фолка. Есеј Бруса Едера The Early History of Art-Rock/Prog Rock наводи да је „прогресивни рок“, такође познат и као „уметнички рок“ или „класични рок“  музика у којој „бендови [свирају] свите, а не песме; позајмљују рифове од Баха, Бетовена уместо Чака Берија и Бо Дидлија; користећи језик ближи Вилијаму Блејку или Томасу Стернсу Елиоту него Карлу Перкинсу или Вилију Диксону.

## Историја

### 1960-их

#### Позадина
Границе између уметности и поп музике постајале су све нејасније током друге половине 20. века.  Прва употреба термина „арт рок“, према Merriam-Webster, била је 1968. Како је доминантни формат поп музике прешао са синглова на албуме, многи рок бендови су стварали дела која су тежила да дају велике уметничке изјаве, где ће арт рок цветати. Како је напредовао касних 1960-их – у тандему са развојем прогресивног рока – арт рок је стекао славу поред експерименталног рока.

#### Предлагачи
Претпоставља се да је најранија фигура арт рока био продуцент плоча и текстописац Фил Спектор, који је постао познат као аутор својих продукција на Зиду Звука које су тежиле "класичној грандиозности". Према биографу Ричарду Вилијамсу: „[Спектор] је створио нови концепт: продуцент као свеукупни директор креативног процеса, од почетка до краја. Он је преузео контролу над свиме, бирао је уметнике, писао или бирао материјал, надгледао аранжмане, говорио певачима како да фразују, управљао свим фазама процеса снимања са најболнијом пажњом на детаље, преносио је своју издавачку кућу на детаље. Вилијамс такође каже да је Спектор трансформисао рок музику из извођачке уметности у уметност која је могла да постоји само у студију за снимање, чиме је „утро пут уметничком року“.
Лидер The Beach Boys Брајан Вилсон такође се наводи као један од првих примера ауторског музичког продуцента. Као и Спектор, Вилсон је био познат као повучен и студијски опсесивна особа која је мукотрпно стварала фантастичне звучне пејзаже кроз своје мајсторство у технологији снимања. Биограф Питер Ејмс Карлин написао је да је Вилсон био претеча „нове врсте арт-рока која ће комбиновати трансцендентне могућности уметности са мејнстрим доступношћу поп музике”. Ослањајући се на утицај Вилсоновог рада и рада продуцента The Beatles Џорџа Мартина, музички продуценти су после средине 1960-их почели да гледају на студио за снимање као на музички инструмент који се користи за помоћ у процесу композиције. Критичар Стивен Холден каже да се снимци Битлса, Спектора и Вилсона из средине 1960-их често идентификују као почетак уметничког попа, који је претходио „бомбастичном, класично искривљеном” уметничком року који је започео касних 1960-их.
Многе од врхунских британских група током 1960-их – укључујући чланове Битлса, The Rolling Stones, The Kinks, The Who, 10cc, The Move, The Yardbirds и Pink Floyd – дошле су до музике преко уметничке школе. Ова институција се разликовала од своје америчке колеге по томе што је имала мање применљив наставни план и програм и усредсређеност на унапређење ексцентричних талената. До средине 1960-их, неколико од ових извођача је заступало приступ заснован на уметности и оригиналности, где су претходно били апсорбовани искључиво у аутентичну интерпретацију музичких стилова из САД, као што су рокенрол и ритам и блуз.
Према новинару Ричарду Голдштајну, многи популарни музичари из Калифорније (попут Вилсона) желели су да буду признати као уметници и борили су се са том тежњом. Голдштајн каже да је граница између кршења музичких конвенција и стварања „заиста популарне музике” довела до тога да они који нису имали „довољно јак его” (за разлику од Боба Дилана и Битлса) буду „осуђени на одбијање са поштовањем, а неколико албума са разочаравајућом продајом обично је значило тишину... Жудели су за славом, као што то само потребити људи могу, али су желели и да се баве уметношћу, а када оба та импулса нису могли да се остваре у клупку махните конфузије."
Аутор Метју Банистер прати „самосвеснију, камп естетику арт рока“ до поп уметника Ендија Ворхола и The Velvet Underground, који су опонашали Ворхолову уметност/поп синтезу. Сходно томе: „Ворхол је преузео Спекторову комбинацију бестелесности, ’удаљености’ и префињености високе културе са ’непосредношћу’ масовних културних форми попут рокенрола неколико корака даље... Али Ворхолова естетика је била темељније разрађена од Спекторове, која је представљала прелазну фазу између старомодног, модерног и постмодерног начела поп-арта... Ворхолов приступ одјекује кроз уметнички рок, најочигледније у његовом ставу о дистанци и неповезаности.

#### Утицајни албуми

##### 1965–66
Децембар 1965. издање Битлсовог Rubber Soul означило је прекретницу за поп албум, трансформишући га у обиму од колекције синглова са песмама мањег квалитета у посебну уметничку форму, испуњену оригиналним композицијама високог квалитета. Албум је добио признање за Битлсе као уметнике америчке мејнстрим штампе, предвиђајући културну легитимацију рок музике као уметничке форме. Пишући 1968. године, Џин Скулати из Jazz & Pop препознао је Rubber Soul као „дефинитивни албум 'рок као уметност'” и „неопходан прототип” који су главни уметници као што су The Rolling Stones (са Aftermath) и The Beach Boys осетили принуђеним да следе.
Период када је рок музика постала најприближнија уметношћу почео је 1966. и наставио се до средине 1970-их. Академик Мајкл Џонсон повезује „прве документоване тренутке успона у рок музици“ са „Pet Sounds“ групе The Beach Boys и Sgt. Pepper's Lonely Hearts Club Band (1967). Објављени у мају 1966. године, Pet Sounds је произашао из Вилсонове жеље да да "потпуну изјаву", као што је веровао да су Битлси раније урадили са Rubber Soul-ом. Године 1978. биограф Дејвид Лиф је написао да је албум најављивао уметнички рок, док је према The New York Observer, „Pet Sounds доказао да поп група може да направи комад дужине албума упоредив са највећим дугим делима Бернстајна, Копланда, Ајвса и Роџерса и Хамерштајна.“ Pet Sounds је такође забележен као први рок концепт албум. Године 1971. часопис Cue је описао The Beach Boys као „међу авангардом“ у погледу уметничког рока, између многих других аспеката који се односе на контракултуру, током периода до краја 1967.
У енциклопедији Жаклин Едмондсон из 2013. Music in American Life наводи се да, иако су јој претходили ранији примери, деби албум Френк Запе и The Mothers of Invention Freak Out! (јун 1966.) постало је виђено као „прва успешна инкорпорација уметничке музике у поп контекст“. Са Лос Анђелесом као његовом базом од раних 1960-их, Запа је могао да ради у окружењу где је студентски радикализам био блиско повезан са активном авангардном сценом, окружењем које је град ставило испред других контракултурних центара у то време и које ће наставити да информише његову музику. Писац и пијаниста Мајкл Кембел коментарише да албум „садржи дугу некатегоричку листу Запиних утицаја, од класичних авангардних композитора до опскурних фолк музичара“.
Revolver Битлса (август 1966) је унапредио перспективу албума као уметности и наставио еволуцију поп музике. Предвођен арт-рок синглом „Eleanor Rigby“, проширио је обим жанра у смислу спектра музичких стилова, који су укључивали индијски, авангардни и класичан, и лирског садржаја албума, као и у одласку од претходних схватања мелодије и структуре поп песме. Према Rolling Stone, „Revolver је сигнализирао да у популарној музици било шта – било која тема, било која музичка идеја – сада може да се реализује.” Као и код Rubber Soul-а, албум је инспирисао многе прогресивне рок уметнике 1970-их, и свака његова песма је препозната као антиципација новог поџанра или стила.

##### 1967
Clash Music дебитантски албум The Velvet Underground из марта 1967. назива The Velvet Underground & Nico „оригиналном арт-рок албумом“. Банистер пише о The Velvet Underground-у: „ниједан други бенд није имао исти утицај на умове 1970-их/1980-их арт/алтернативних рок уметника, писаца и публике. Њихов утицај би се поновио од 1970-их па надаље на различите светске инди сцене,, а 2006. године, The Velvet Underground & Nico су уведени у Национални регистар записа Конгресне библиотеке, који је коментарисао: „Деценијама је [та] огромна сенка бацала скоро сваку подврсту авангардног рока, од арт-рока 70-их до No wave, новог таласа и панка ." Међутим, када су се The Velvet Underground први пут појавили средином 1960-их, суочили су се са одбијањем и обично су одбачени као „геј“ бенд. Године 1982, музичар Брајан Ино је чувено изјавио да док су The Velvet Underground & Nico у почетку продали само 30.000 примерака, „свако ко је купио један од тих 30.000 примерака основао је бенд“. 
Пол Макартни из Битлса је Pet Sounds сматрао „плочом тог времена“, а у јуну 1967. бенд је одговорио сопственим албумом: Sgt. Pepper's, на који је такође утицао Freak Out! AllMusic наводи да је први талас арт рок музичара био инспирисан Sgt. Pepper's и веровали су да би рок музика могла да се развије у уметничком смислу, требало би да укључи елементе европске и класичне музике у жанр. Многе британске групе су процветале након албума; они који су наведени у Music in American Life укључују The Moody Blues, Strawbs, Genesis и „најважније“, Pink Floyd.  Басиста бенда, Роџер Вотерс је касније изјавио да су и Sgt. Pepper и Pet Sounds за њега "потпуно променили све у вези са плочама". 

### 1970–1990
Највећи ниво популарности арт рока био је раних 1970-их преко британских уметника укључујући King Crimson и Queen.
Почетком деценије, Pink Floyd су издали Atom Heart Mother, са 23-минутном насловном нумером која заузима целу прву страну ЛП-а. Овај експеримент са сарадником Роном Гесином дао је најдужу непрекинуту песму Pink Floyd на албуму, свиту подељену на шест делова, због чега је бенд повремено захтевао да користи хор и дувачку секцију на турнеји. Албум је био комерцијални успех, што је бенду дало прву плочу број један у Великој Британији. То је сигнализирало помак у њиховој музици од психоделичних напада њихових албума из касних 1960-их у период обновљене креативности у облику дуже и прогресивније рок музике.
Ентузијазам за истраживање уметничких стена је спласнуо средином 1970-их. Од тада до 1990-их, арт рок је био прожет разним жанровима популарне музике. Encyclopædia Britannica наводи да су тенденције њеног жанра наставили неки британски и амерички хард рок и поп рок уметници, и да су сарадња Брајана Ина из касних 1970-их и раних 1980-их са Дејвидом Боуијем и Talking Heads пример „успешне инфузије арт рок тенденција у друге жанрове популарне музике“. Боуви и Ино су сарађивали на низу узастопних албума под називом „Berlin Trilogy“, које је Consequence of Sound окарактерисао као „арт рок трифецта“, који је приметио да у време њиховог објављивања „Експерименталне плоче нису повезивале публику у размерама на које је Боуи навикао. (...) Нови талас је експлодирала, а генерација Воуијевих наследника је заузела стејџ.“
Током 1980-их, нова генерација енглеских арт рокера заузела је место бендова из 1970-их као што су Roxy Music, Yes, Genesis, Jethro Tull и Emerson, Lake & Palmer. Новинар Рој Тракин је 1981. рекао: „Наравно, ови одличњаци још увек могу да попуне Медисон Сквер Гарден и продају велики број плоча, као и увек, али њихови дани авантуристичког преузимања ризика и музичких иновација су давно прошли – замењени самозадовољним задовољством комерцијалног успеха.
Почетком 1980-их, жанр арт рок утицао је на појаву пост-панк и новог таласа, пошто су бендови укључивали експерименталне и авангардне елементе који су били обележја уметничког рока. Групе као што су Talking Heads и Roxy Music су користиле нагласак арт рока на уметничком изражавању и експерименталним звуцима како би померили границе унутар популарне музике. Приметно је да је употреба синтисајзера и визуелне естетике од стране Roxy Music, под утицајем арт рока, постала централна за њихов идентитет и инспирисала касније жанрове, укључујући синт-поп и нови талас.